# 布罗萨斯科
布罗萨斯科（義大利語：Brossasco），是意大利库内奥省的一个市镇。总面积28平方公里，人口1085人，人口密度38.8人/平方公里（2009年）。ISTAT代码为004033。